# امپراتوری زمین (بازی ویدئویی)
«امپراطوری زمین» (انگلیسی: Empire Earth) یک بازی ویدئویی در سبک راهبرد بی‌درنگ است که توسط سییرا اینترتینمنت و در سال ۲۰۰۱ منتشر شد. «امپراطوری زمین» در پلت‌فرم مایکروسافت ویندوز منتشر شده‌است.